# TUF NEWS LIVE スイッチ!
『TUF NEWS LIVE スイッチ!』（ティーユーエフニュース ライブ スイッチ）は、テレビユー福島で、2010年3月29日から2016年9月30日まで放送されていた報道番組である（=『Nスタ』の福島県向けローカルパート）。番組コンセプトは『あなたの「知りたい」に答えるニュース番組』、通称は「スイッチ!」。

## キャスター
小野は、前番組『THE NEWS-f』から続投。TUF所属のアナウンサー。
- 渡邊文嘉・小野美希

### 過去のキャスター
- 児玉理恵（木曜・金曜担当キャスター）
- 安齋敦子（月曜・金曜 郡山中継担当、木曜・金曜担当キャスター）
- 奥秋直人（キャスター）
- 藤原梨香（月曜・金曜 郡山中継担当）

## 放送時間
- 2010年3月29日 - 2016年3月25日

月曜 - 金曜 18:15 - 18:55（JST）
- 2016年3月28日 - 2016年5月27日

月曜 - 木曜 18:15 - 19:00（JST）、金曜 18:15 - 18:55（JST）
- 2016年5月30日 - 2016年7月1日

月曜・水曜・木曜 18:15 - 19:00（JST）、火曜・金曜 18:15 - 18:55（JST）
- 2016年7月4日 - 2016年9月30日

月曜 - 木曜 18:15 - 19:00（JST）、金曜 18:15 - 18:55（JST）

## 主な内容
- 県内ニュース
- 特集
- スポーツニュース（「ほーりコミッ!」の時差ネット）
- 天気予報

### 過去の内容
- ユナたま - 水曜日
- 郡山中継（企業などのイベントの告知と天気予報などを郡山駅前より中継） - 月曜・金曜

## 備考
- 2006年4月のスタジオのHD対応化から、背景部分のみを手直しした以外は「イブニング・シックス」「THE NEWS-f」から継承して同じセットを使用してきたが、2013年4月からは赤を基調としたセットが一新された。ただし、「はぴスタ」のセットは継続して使用していた。
- 児玉が2013年3月末にテレビユー福島を退社後も同年4月から9月までフリーに転身したままこの番組に出演していた。
- TUFのYouTube公式チャンネルにて、当番組の一部が2013年5月9日以降の放映分から投稿され、公開されていた。
- 2014年4月1日からスイッチ!ダイジェスト（当日放送されたスイッチ!の一部再放送）が月曜から金曜の深夜に放送開始。また、2015年10月1日からスイッチ!オン（当日放送されるスイッチ!の見所などの紹介とニュース）が月曜 - 金曜 15:50 - 15:53で放送開始。スイッチ!オンは2016年9月30日で終了。スイッチ!ダイジェストは2016年10月3日からＮスタふくしまダイジェストに改題された。